# The Godfather
The Godfather is een Amerikaanse speelfilm uit 1972 van regisseur Francis Ford Coppola. De film werd in het Nederlandse taalgebied uitgebracht als De peetvader. De film is de eerste uit een reeks van drie en vertelt het verhaal van Vito Corleone, hoofd van een maffiafamilie uit New York. The Godfather is gebaseerd op het gelijknamige boek van Mario Puzo (tevens medeverantwoordelijk voor het scenario). Hoofdrollen worden gespeeld door onder anderen Marlon Brando, Al Pacino, Robert Duvall, James Caan en Diane Keaton.
The Godfather wordt beschouwd als een van de beste films aller tijden, op plaats drie volgens het American Film Institute. De film was destijds een groot succes. Het was de bestbezochte film van het jaar en werd genomineerd voor elf Oscars, waarvan hij er drie won: de Oscar voor beste film, beste acteur (voor Marlon Brando) en beste bewerking van een boek tot een scenario. De film betekende de grote doorbraak voor James Caan, Robert Duvall en de destijds onbekende Al Pacino. Marlon Brando keerde met deze film terug als geslaagd acteur na jaren van flops en blies het genre van de gangsterfilm nieuw leven in. 
De film is vaak geparodieerd en geciteerd. Vooral het beroemde citaat I'm gonna make him an offer he can't refuse is vaak gebruikt. (Vertaling: Ik doe hem een onweerstaanbaar aanbod. Betekenis: ik maak hem zo bang dat hij wel doet wat ik wil, dus criminele intimidatie.)

## Verhaal
Het is halverwege de jaren veertig. Don Vito Corleone (Marlon Brando) is het hoofd van de New Yorkse maffiafamilie Corleone. Tradities en respect zijn de codewoorden in deze wereld. De film begint tijdens de bruiloft van dochter Connie Corleone en Carlo Rizzi. Het feest wordt in de grote tuin van de familie Corleone gehouden. Vito Corleone kan volgens oud Siciliaans gebruik op deze trouwdag van zijn dochter geen verzoeken weigeren.
De eerste die Don Vito om een dienst vraagt is Bonasera. Bonasera heeft een dochter; voorheen een mooi meisje. Ze is echter mishandeld door twee Amerikaanse jongens. Toen de rechtszaak hiervoor diende werden de daders slechts veroordeeld tot een voorwaardelijke straf. Bonasera vond dit geen gerechtigheid en zei tegen zijn vrouw "Voor gerechtigheid moeten we naar Don Vito Corleone".
Ondertussen arriveert Michael Corleone - de jongste zoon van Don Vito Corleone - op het feest. Hij heeft een nieuw meisje, Kay Adams, meegenomen; geen Italiaanse. Michael heeft in de Tweede Wereldoorlog bij de mariniers gediend en is net terug uit de Stille Zuidzee. Hij wil niets met de misdadige praktijken van de familie te maken hebben, in tegenstelling tot zijn oudere broer Santino "Sonny" (James Caan).
Op een dag vraagt drugsbaron Virgil Sollozzo Don Vito Corleone om bescherming van zijn drugshandel. Don Vito houdt echter vast aan zijn oude normen en waarden en gaat niet in op het voorstel van Sollozzo. Zijn advocaat en pleegzoon Tom Hagen (Robert Duvall) en Sonny vinden dat de familie er wel op in moet gaan. Doordat Sonny tijdens de ontmoeting zijn mond voorbij praat, ziet Sollozzo zijn kans schoon om met Sonny als Don wél tot een overeenkomst te komen. Daarom beraamt hij een aanslag op Don Vito: als Vito zijn kantoor verlaat en bij een fruitkraam wat inkopen doet, wordt hij neergeschoten door twee huurmoordenaars terwijl zijn zoon Fredo hulpeloos toekijkt.
Don Vito Corleone raakt zwaargewond bij deze aanslag rond Kerstmis. Sonny zint meteen op wraak, maar hij weet nog niet precies hoe. Bij een vergadering met de belangrijkste pionnen van de familie, zegt Michael dat hij wraak zal nemen. Michael doet dit dan ook en hij vermoordt de mannen achter de aanslag: Sollozzo en de corrupte politiechef Mark McCluskey. Sonny laat ook de zoon van Don Tattaglia, de baas van Sollozo, vermoorden. Michael moet vluchten naar Sicilië, waar hij verliefd wordt op het meisje Apollonia Vitelli en met haar trouwt. Zijn vrouw wordt echter gedood door een autobom die voor hem bedoeld was. Sonny wordt verraden door Carlo Rizzi, Connies echtgenoot, nadat hij Carlo een lesje leerde nadat die Connie meermalen mishandelde. Sonny wordt klemgereden bij een tolhuis en doorzeefd met kogels - een scène die gebaseerd is op het einde van Bonnie and Clyde uit 1967.
Don Vito Corleone is inmiddels hersteld en neemt de leiding van zijn familie weer over. Wanneer hij hoort dat Sonny vermoord is wil hij geen wraakacties, maar juist de oorlog doen ophouden. Tijdens een vergadering met alle hoofden van de andere families geeft hij met tegenzin toe aan de drugshandel op voorwaarde dat er vrede komt en dat Michael niets mag overkomen zodat hij kan thuiskomen uit Sicilië. Als Michael terugkeert naar New York trouwt hij met Kay. Michael is na de dood van Sonny de enige die de leiding van zijn vader kan overnemen. Hij vertrouwt Kay toe dat de familie binnen vijf jaar legaal zal zijn.
Vito sterft aan een hartaanval en Michael neemt zijn rol over. Tijdens de doop van zijn neefje, als Michael daadwerkelijk peetoom (godfather) van Connies tweede kind wordt, grijpt hij de macht in de maffiawereld van New York. Michael is bij de doop aanwezig, als zijn mannen de belangrijkste vijanden van de familie vermoorden. Dit zijn de hoofden van de andere "vier families" in New York. Deze bestaan uit Don Emilio Barzini, Don Cuneo, Don Stracci en Don Tattaglia. Ook Connies man Carlo Rizzi wordt na de doop gewurgd, nadat hij toegegeven heeft Sonny te hebben verraden. Als Kay Michael vraagt of hij iets te maken heeft met de dood van Carlo, zegt hij haar van niet. Hij liegt. Kay is eerst opgelucht, maar kijkt uit de verte toe wanneer de nieuwe caporegimes (ondergeschikte diensthoofden) hun respect en onderwerping aan Michael tonen door ritueel zijn hand te kussen en hem aan te spreken met “Don Corleone”.

## Rolverdeling
| Acteur                | Personage                          | Opmerkingen                             |
| --------------------- | ---------------------------------- | --------------------------------------- |
| Marlon Brando         | Don Vito Corleone                  | Oscar beste acteur                      |
| Al Pacino             | Michael Corleone                   | nominatie Oscar beste mannelijke bijrol |
| James Caan            | Santino "Sonny" Corleone           | nominatie Oscar beste mannelijke bijrol |
| Richard S. Castellano | Peter Clemenza                     |                                         |
| Robert Duvall         | Tom Hagen                          | nominatie Oscar beste mannelijke bijrol |
| Sterling Hayden       | Hoofdinspecteur McCluskey          |                                         |
| John Marley           | Jack Woltz                         |                                         |
| Richard Conte         | Don Emilio Barzini                 |                                         |
| Al Lettieri           | Virgil "The Turk" Sollozzo         |                                         |
| Diane Keaton          | Kay Adams                          |                                         |
| Abe Vigoda            | Salvatore Tessio                   |                                         |
| Talia Shire           | Constanzia "Connie" Corleone-Rizzi |                                         |
| Gianni Russo          | Carlo Rizzi                        |                                         |
| John Cazale           | Frederico "Fredo" Corleone         |                                         |
| Victor Rendina        | Don Philip Tattaglia               |                                         |
| Rudy Bond             | Don Carmine Cuneo                  |                                         |
| Donny Costello        | Don Victor Stracci                 |                                         |
| Al Martino            | Johnny Fontane                     |                                         |
| Morgana King          | Carmela "Mama" Corleone            |                                         |
| Lenny Montana         | Luca Brasi                         |                                         |
| Johnny Martino        | Paulie Gatto                       |                                         |
| Salvatore Corsitto    | Amerigo Bonasera                   |                                         |
| Richard Bright        | Al Neri                            |                                         |
| Alex Rocco            | Moe Greene                         |                                         |
| Simonetta Stefanelli  | Apollonia Vitelli-Corleone         |                                         |
| Tony Giorgio          | Bruno Tattaglia                    |                                         |
| Angelo Infanti        | Fabrizio                           |                                         |
| Franco Citti          | Calò                               |                                         |
| Joe Spinell           | Willi Cicci                        |                                         |
| Corrado Gaipa         | Don Lionele Tommasino              |                                         |
| Julie Gregg           | Sandra Corleone                    |                                         |
| Anthony Gounaris      | Anthony Vito Corleone              | onvermeld                               |

## Ontstaan
Paramount had het plan opgevat om voor een laag budget een filmversie op te nemen van Mario Puzo's succesroman The Godfather. De film werd eerst aangeboden aan regisseur Sergio Leone, maar deze weigerde en maakte zijn eigen gangsterfilm, de klassieker Once Upon a Time in America. Later zou Leone toegeven dat hij spijt had van deze beslissing. Daarna boden ze de film aan Francis Ford Coppola aan, een jonge regisseur die Paramount dacht makkelijk in de hand te kunnen houden. Coppola wilde in eerste instantie de film ook niet maken, maar na de garantie dat hij The Conversation ook mocht maken, ging hij overstag.
Coppola bleek minder makkelijk te zijn dan Paramount had gedacht, en Paramount heeft op het punt gestaan hem te ontslaan. Hij overschreed het budget en hield zich niet aan het tijdschema. Paramount was eveneens fel gekant tegen enkele beslissingen van Coppola, waaronder de keuze voor Al Pacino en Marlon Brando in de belangrijkste rollen. Pacino was namelijk destijds vrij onbekend (alhoewel hij al een Tony Award had gewonnen, had hij voor The Godfather slechts twee films gemaakt) en kwam slecht uit de screentests. Brando had al jaren geen hit meer gehad. Zijn laatste film Queimada uit 1969 was zelfs een grote flop. Voor de rol van Don Vito Corleone had Coppola ook Laurence Olivier op het oog, maar die was te ziek.
Paramounts filmproducent Robert Evans had anderen op het oog voor de rollen, zoals Ernest Borgnine en de Italiaanse filmproducent Carlo Ponti voor Don Vito Corleone en Robert Redford, Warren Beatty en Burt Reynolds voor Michael Corleone. Later besloten ze dat James Caan, die Coppola wilde voor de rol van Sonny, Michael zou spelen. Uiteindelijk stemde Paramount in met de keuze voor Pacino en Brando. Pacino had zich echter ook verbonden aan een andere film, The Gang That Couldn't Shoot Straight van MGM. Om Pacino vrij te krijgen van de film ruilden ze hem voor een andere acteur die oorspronkelijk was geselecteerd, Robert De Niro. De Niro, die auditie had gedaan voor de rollen van Sonny en Michael en de rol van verrader Paulie Gatto had gekregen, nam het aanbod aan en speelde de rol die Pacino oorspronkelijk zou spelen. Door niet mee te spelen in The Godfather kon De Niro de jonge Vito Corleone spelen in het vervolg The Godfather Part II, de rol die hem een Oscar opleverde en van hem een ster maakte.
Tijdens voorbereidingen van de scènes had Coppola zijn acteurs scènes laten improviseren die de film niet zouden halen. Ook organiseerde hij diners waarbij de acteurs aten, dronken en spraken als hun personage.
De film werd opgenomen tussen 29 maart en 6 augustus 1971. Met zijn cameraman Gordon Willis besloot Coppola een trage film te maken. Daarmee ging hij in tegen de toenmalige mode van snelle camerabewegingen en montage. Hij wilde juist een "tableau vivant"-stijl toepassen, met een stilstaande camera en schaduwrijke interieurs.

## Ontvangst en draagwijdte
De film ging op 14 maart 1972 in New York in première en draaide een week later in Los Angeles. In het weekend na de première in Los Angeles bracht de film in de VS 5,3 miljoen dollar op. In het eerste jaar was de omzet zo'n 81,6 miljoen dollar op in de Verenigde Staten en Canada, veertien keer zoveel als hij kostte. Het was daarmee de best bezochte film van het jaar en zelfs even aller tijden, totdat The Exorcist een jaar later 3 miljoen dollar meer opbracht. De film is daarna nog enkele keren opnieuw uitgebracht. In 1997 had de film wereldwijd zo'n 245 miljoen dollar opgebracht in de bioscopen.
Tegenwoordig wordt de film beschouwd als een van de beste aller tijden. Entertainment Weekly verkoos hem tot de beste film, het American Film Institute zette de film op de derde plaats van de lijst van beste Amerikaanse films aller tijden. Ook staat de film constant in de top drie van de IMDb Top 250. In 1990 werd de film opgenomen in de National Film Registry.
Daarnaast werd de zin "I'm gonna make him an offer he can't refuse", regelmatig geciteerd en geparodieerd, door het American Film Institute gekozen als het op een na beste filmcitaat, na "Frankly my dear, I don't give a damn" van Gone With the Wind (1939). Vertaling: Lieverd, het kan me eerlijk gezegd geen bal schelen.
The Godfather wordt vaak gezien als de film die het gangstergenre nieuw leven inblies. Onder meer door het verzonnen idee van de maffia als een familie met eigen normen, zoals een adellijke familie, die getrouwen gunsten verleent en geweld pleegt tegen tegenstanders.

## Prijzen en nominaties

### Oscars 1973
The Godfather werd genomineerd voor elf Oscars, waarvan hij er uiteindelijk drie won. Marlon Brando, die de prijs voor beste acteur kreeg, weigerde echter naar de uitreiking te komen uit protest tegen de manier waarop indianen in de filmindustrie werden uitgebeeld. Hij stuurde de actrice Sacheen Littlefeather om op de ceremonie uitleg te geven. Ook Mario Puzo was niet aanwezig. De prijs voor beste scenario werd opgehaald door zijn dochter Dorothy Ann Puzo. Drie acteurs uit deze ene film werden in dezelfde categorie van beste mannelijke bijrol voor een Oscar genomineerd. Coppola vindt dit een groot compliment voor de film. Nino Rota's muziekpartituur was ook genomineerd voor een Oscar, maar die moest later worden teruggetrokken omdat bleek dat Rota al gedeelten van de muziek had gebruikt in de vrij onbekende Italiaanse film Fortunella uit 1958. Hierdoor kwam de partituur niet in aanmerking voor de prijs.
- Beste film - Albert S. Ruddy (gewonnen)
- Beste acteur - Marlon Brando (gewonnen)
- Beste aangepaste scenario - Mario Puzo en Francis Ford Coppola (gewonnen)
- Beste regie - Francis Ford Coppola (genomineerd)
- Beste mannelijke bijrol - James Caan (genomineerd)
- Beste mannelijke bijrol - Al Pacino (genomineerd)
- Beste mannelijke bijrol - Robert Duvall (genomineerd)
- Best kostuumontwerp - Anna Hill Johnstone (genomineerd)
- Beste montage - William Reynolds en Peter Zinner (genomineerd)
- Beste muziek, originele partituur - Nino Rota (genomineerd, teruggetrokken)
- Beste geluid - Charles Grenzbach, Richard Portman en Christopher Newman (genomineerd)

### Golden Globes
- Beste film, drama (gewonnen)
- Beste regie - Francis Ford Coppola (gewonnen)
- Beste filmacteur, drama - Marlon Brando (gewonnen)
- Beste scenario - Francis Ford Coppola en Mario Puzo (gewonnen)
- Beste originele partituur - Nino Rota (gewonnen)
- Beste filmacteur, drama - Al Pacino (genomineerd)
- Beste bijrol - James Caan (genomineerd)

### Grammy Awards
- Beste originele partituur voor een film of tv-special - Nino Rota (gewonnen)

## Opvolgers
De opvolgers van deze film zijn:
- The Godfather Part II (1974)
- The Godfather Part III (1990)

In 1977 bewerkte Coppola de eerste en tweede film tot één film, The Godfather Saga geheten.

### Godfather Part IV
Vanaf halverwege jaren negentig kwam het gerucht naar boven dat Mario Puzo bezig was met het schrijven van een vierde deel. De film zou dezelfde structuur hebben als deel II. Het verhaal zou over de jeugd van Sonny gaan, gecombineerd met de huidige stand van zaken na het derde deel, voor de dood van Michael Corleone. Voor de rol van jonge Sonny werd gedacht aan Leonardo DiCaprio. In 1999 overleed Puzo echter, waardoor regisseur Francis Ford Coppola geen interesse meer toonde in een eventueel vervolg. In 2003 heeft Andy García nog geprobeerd filmmaatschappij Paramount Pictures ervan te overtuigen om dit deel te maken.
In 2012 verscheen het boek The Family Corleone (Nederlandse vertaling: De Corleone's), van Ed Falco. Hij baseerde dit op het onverfilmde scenario van Mario Puzo, dat werd uitgebracht door de familie van de overleden schrijver. Het betreft hier alleen het verhaal dat zich afspeelt in de jaren dertig.

## Computerspel
In 2006 is er een tweede videospel van The Godfather uitgekomen. Dit spel draagt de naam The Godfather: The Game. Voor dit spel zijn de meeste originele stemmen gebruikt, maar Al Pacino is niet te horen. Het spel is geproduceerd door EA Games. Doel is dat de speler zich als jongeman aansluit bij de familie Corleone en zich een weg omhoog moet banen in het criminele circuit, totdat hij uiteindelijk de titel van 'Don of New York' heeft verdiend.

## Filmmuziek
De muziek voor The Godfather werd gecomponeerd door Nino Rota. Het nummer "I Have But One Heart" wordt gezongen door Al Martino, die het in de film vertolkte als personage Johnny Fontane.

## Trivia
- Wanneer in de film sinaasappels te zien zijn, moet de kijker er mee rekening houden dat aanwezige personen weleens vermoord kunnen worden. Coppola heeft overigens eens gezegd dat dit louter toeval is. "De oranje kleur van de sinaasappels doet het gewoon goed in donkere shots".
- The Godfather is een van de weinige films waarbij het vervolg wordt beschouwd als net zo goed als het origineel, zo niet beter. Zowel The Godfather als The Godfather: Part II wonnen de Oscar voor beste film, waarmee de The Godfather-trilogie de enige filmserie is waarbij twee films de Oscar voor beste film wonnen.
- Sinds 1991 is een Godfather-videogame verkrijgbaar. In 2006 kwam er nog een Godfather-videogame uit.
- De baby die in de film werd gedoopt is Coppola's eigen dochter, Sofia Coppola.
- De film Mafia! is een parodie op onder andere deze film, met Lloyd Bridges als Don Vito.
- Volgens de geruchten zou de echte maffia pas nadat de film uitkwam "godfather" zeggen tegen hun bazen. Carlo Gambino stond ook wel bekend als "de godfather van New York". Dit is echter niet waar want tijdens zijn verhoren (1963) gebruikt Joe Valachi al de term "Godfather".[3]
- De figuur Johnny Fontane zou gebaseerd zijn op Frank Sinatra. De film From Here to Eternity uit 1953 zou de oorlogsfilm moeten zijn waar Johnny in zou verschijnen. Sinatra had destijds ook een dip in zijn carrière. Hij speelde een glansrol in From Here to Eternity en verdiende daar een Oscar mee. Fontane wint in The Godfather ook een Oscar voor de film waar hij in speelt.
- De juiste vertaling van Godfather is Peetoom, maar dat woord werd voor het vertaalde boek, en dus ook voor de film, niet geschikt bevonden. De film werd dus in Nederland De peetvader genoemd. Dit woord is deel uit gaan maken van de Nederlandse taal: er wordt thans vaak 'peetvader' gezegd in plaats van 'peetoom'.
- In 2022 werd The Offer uitgebracht op Paramount+, een mini-serie van tien episodes gebaseerd op verhalen rond de lastige pre-productie van de film The Godfather.